# 王朝賢
王朝賢（1505年—？年），字立之，號三陵，河南省開封府太康縣人，明朝政治人物。

## 生平
由國子生中式嘉靖七年（1528年）戊子科河南鄉試第二十一名舉人，嘉靖十一年（1532年）壬辰科第三甲第一百八十二名進士。觀禮部政，授南京大理寺评事，陞寺副、寺正。順德府知府。二十四年五月升陕西按察司副使。

## 家族
曾祖王簪；祖王焄；父王載；母張氏。慈侍下，妻李氏，兄朝元，子汝玉。